# Kiss (Bad Boys Blue)
Kiss è il nono album in studio del gruppo musicale tedesco Bad Boys Blue, pubblicato nel 1993.

## Tracce
1. Kiss You All Over, Baby – 4:22
2. Sooner or Later – 3:42
3. Kisses and Tears (My One and Only) – 3:55
4. The Woman I Love – 3:35
5. I Do It All For You, Baby – 3:35
6. I Live – 4:06
7. Heart of Midnight – 3:50
8. Where Have You Gone – 3:30
9. Aguarda tu amor (Save Your Love) – 3:58
10. I'm Still in Love – 3:52
11. I Totally Miss You (U.S. Remix) – 4:50

## Gruppo
- John McInerney
- Andrew Thomas
- Trevor Bannister